# 許玟瑄
許玟瑄（2000年1月17日—）為臺灣女子籃球運動員，生於新北市，父母都是運動員出身，其中母親曾是田徑選手，因此許玟瑄就讀國小時練過田徑的100公尺、跳高以及鉛球，最終因為身高而轉打籃球，從滬江高中畢業後進入世新大學就讀。

## 外部連結
- 許玟瑄在archive.fiba.com（archived）（英语）
- 許玟瑄在Eurobasket.com（球員）（英语）